# Corel Painter
Corel Painter je rastrski grafični program, ustvarjen za natančno simulacijo tradicionalnih medijev, povezanih z likovnim ustvarjanjem. Namenjen je profesionalnim umetnikom kot orodje za ustvarjanje digitalnih umetnin.
Program sta za okolje Macintosh razvila Mark Zimmer in Tom Hedges, ustanovitelja Fractal Design Corporation. Kasneje ga je odkupilo podjetje Corel Corporation, ki ga trži kot del programskega paketa Corel Suite. Trenutno aktualna različica je izšla 24. februarja 2009 in nosi zaporedno številko 11.